# (36458) 2000 QO8
2000 كيو أو 8 (ويعرف أيضًا باسم (36458) 2000 كيو أو 8 وفق تسمية الكوكب الصغير) (بالإنجليزية: 2000 QO8)‏ هو كويكب ضمن حزام الكويكبات؛ وترتيبه 36458 من حيث الاكتشاف.
اكتُشف هذا الجُرم الفلكي بواسطة كورادو كورليفيتش في 25 أغسطس 2000.

## وصلات خارجية
- (36458) 2000 QO8 في قاعدة بيانات مختبر الدفع النفاث لأجرام النظام الشمسي الصغيرة

- الاكتشاف · مخطط المدار ·  العناصر المدارية · المعلمات المادية

- (36458) 2000 QO8 على موقع ويكي سكاي: DSS2, SDSS, GALEX, IRAS, Hydrogen α, X-Ray, Astrophoto, Sky Map, Articles and images